# Sengwald
Sengwald (im lokalen Dialekt „Sengbüsch“) ist ein Ortsteil der Gemeinde Kinheim im rheinland-pfälzischen Landkreis Bernkastel-Wittlich.

## Geographie
Der Ort Sengwald besteht aus etwa zehn Wohnhäusern an der Landesstraße 57.
Sengwald liegt im Alftal in der Nähe des Ortes Kinderbeuern und 500 Meter nordwestlich des Ürziger Bahnhofs. Nur 400 Meter östlich der Ortslage befindet sich die Einfahrt in den 519 Meter langen Kinderbeuerner Tunnel der Bahnstrecke Trier–Koblenz.
Prägend für das wirtschaftliche Leben von Sengwald sind die beiden am Ortsrand in Richtung Kinderbeuern gelegenen Weinkellereien, die inzwischen zur Firma Zimmermann-Graeff & Müller gehören.

### Nachbargemeinden
| Bausendorf |                                             | Kinderbeuern |
|            | Kompassrose, die auf Nachbargemeinden zeigt |              |
| Ürzig      |                                             | Kinheim      |